# 段澍
段澍（？—？），雲南昆明人，明朝政治人物。

## 生平
洪武二十九年，段澍中應天舉人。洪武三十年（1397年），联捷丁丑科春榜三甲第三十二名進士。授監察御史。